# Morino Yonezō
Morino Yonezō (japanisch 森野 米三; geboren 31. August 1908 in der Präfektur Osaka; gestorben 24. Oktober 1995 in der Präfektur Kanagawa) war ein japanischer Physikochemiker.

## Leben und Wirken
Morino Yonezō beendete 1931 sein Studium im Fachbereich Chemie an der Universität Tōkyō und bildete sich im Forschungsinstitut für Physikalische Chemie (理化学研究所, Rikagaku kenkyūjo) weiter. 1940 wurde er Assistenzprofessor an seiner Alma Mater. Dort wirkte er, bis er 1969 als „Meiyo Kyōju“ ausschied.
Mit selbst entwickelten Geräten analysierte er Lichtstreuungen und fand dabei Körper mit Rotationsisomerie. Damit leistete er einen wichtigen Beitrag zur Strukturchemie.
1964 wurde er Mitglied der Akademie der Wissenschaften, 1973 erhielt er den Fujiwara-Preis. 1981 wurde Morino als Person mit besonderen kulturellen Verdiensten geehrt und 1992 mit dem Kulturorden ausgezeichnet.